# Synagoge Köln

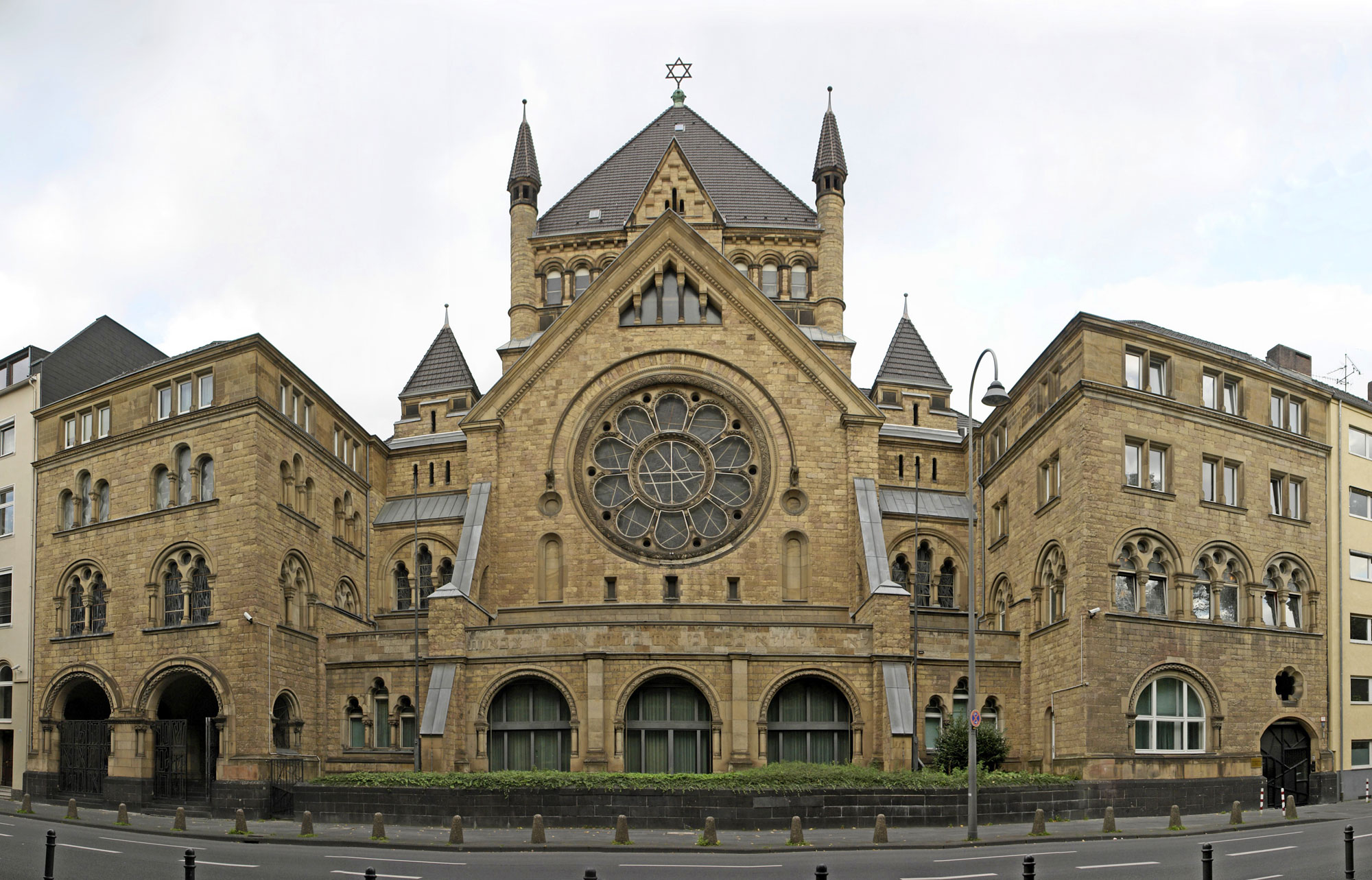
Synagoge in Köln, Roonstraße (2006)

Die Kölner Synagoge befindet sich im Stadtteil Neustadt-Süd an der Roonstraße gegenüber dem Rathenauplatz. Sie ist das Zentrum der Synagogen-Gemeinde Köln.

## Architektur
Das Gebäude ist im Stil der Neuromanik gestaltet. Der U-förmige Gebäudekomplex mit Tuffsteinverkleidung weist im Zentrum einen kuppelüberwölbten Zentralraum auf kreuzförmigem Grundriss mit Vorhalle auf, der von viergeschossigen Begleitbauten flankiert wird. Die Hauptfront wird ausgezeichnet durch eine dreibogige Portalanlage (ehemaliger Haupteingang) sowie eine große Giebelfassade mit mittig angeordneter Fensterrosette; der ehemalige zentrale Synagogensaal ist am Außenbau durch einen Kubus mit Rundbogenfenstern, Pyramidendach und schlanken Ecktürmchen in Anlehnung an byzantinische Vorbilder erkennbar.

## Geschichte

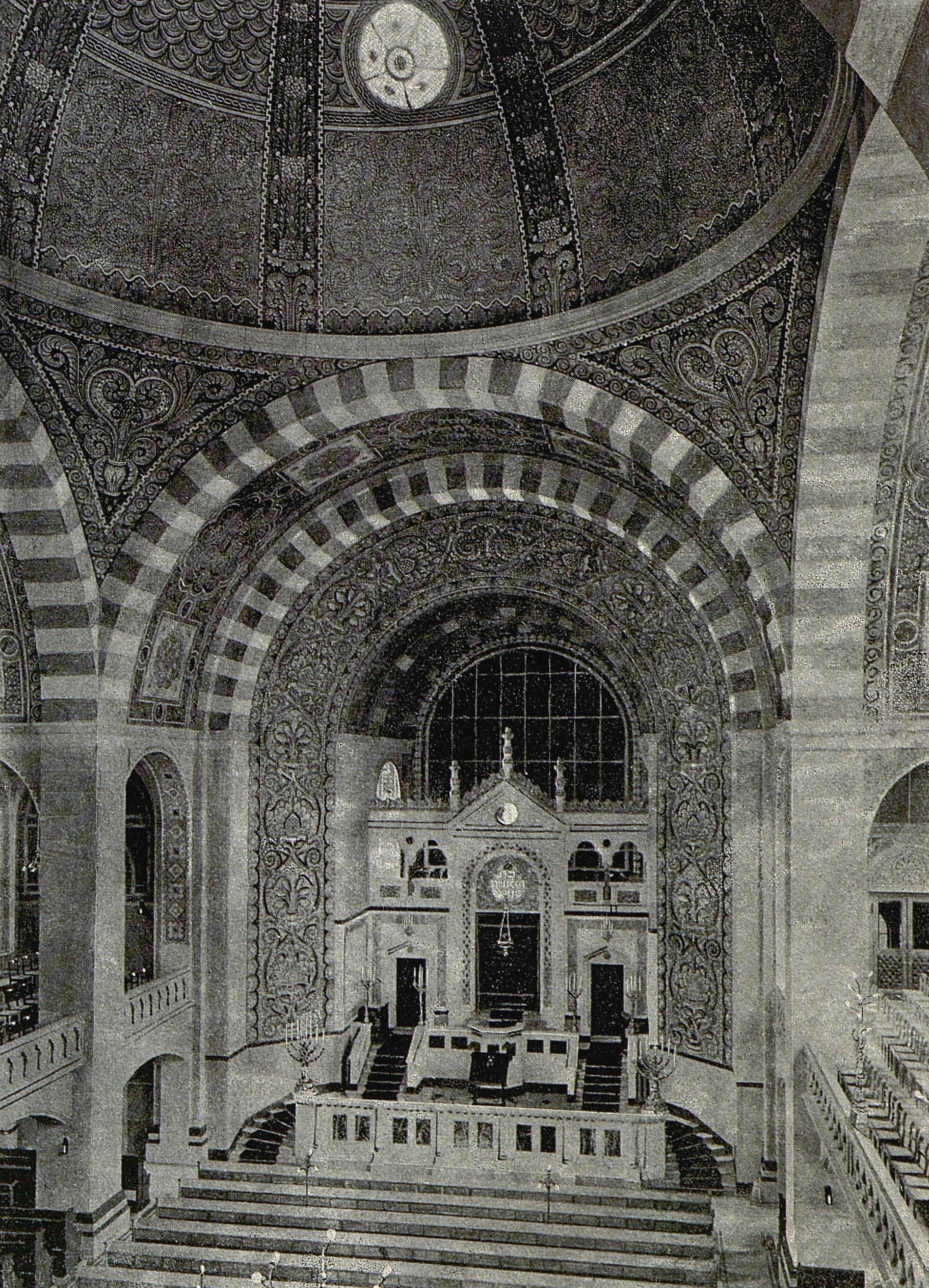
Der Innenraum mit Toraschrein, Parochet, Ner Tamid und Bima 1899

Nachdem die im maurischen Stil erbaute, 1861 eingeweihte Synagoge Glockengasse keinen ausreichenden Platz für die gewachsene Gemeinde bot, wurde für die liberaleren Mitglieder an der Roonstraße 1895–99 von den Kölner Architekten Emil Schreiterer und Bernhard Below (Architekturbüro Schreiterer & Below) ein Neubau errichtet. Der Grundstein wurde am 23. Oktober 1895 gelegt, die Einweihung erfolgte am 22. März 1899 durch Rabbiner Abraham Frank. Am 9. November 1938 wurden in der Reichspogromnacht alle sieben Synagogen in Köln von den Nationalsozialisten zerstört beziehungsweise verwüstet. Im Zweiten Weltkrieg wurde der Bau durch Luftangriffe beschädigt.
Nach dem Krieg setzte sich Konrad Adenauer dafür ein, dass die Synagoge wieder hergerichtet wurde. Wiedereröffnet wurde die im Äußeren mit geringen Veränderungen wiederhergestellte und im Inneren vereinfachte Synagoge (zum Teil mit Bleiverglasung von der Kunstglaserei Lammers & Warzager) nach zweijähriger Bauzeit unter der Leitung des Architekten Helmut Goldschmidt am 20. September 1959. An Heiligabend dieses Jahres wurde das Äußere der Synagoge durch Nazis geschändet, was Bundeskanzler Adenauer in seiner Neujahrsansprache zum Thema machte.
Internationale Beachtung fand die Synagoge beim Besuch des Papstes Benedikt XVI. während des Weltjugendtages im August 2005. Er besuchte als erstes katholisches Oberhaupt ein jüdisches Gotteshaus in Deutschland.
Für eine aufwändige Umgestaltung der Synagoge im Sinne der Denkmalpflege stellte der Haushaltsausschuss des Deutschen Bundestags im Oktober 2020 auf Antrag der SPD und CDU einstimmig einen Betrag von 42 Millionen Euro zur Verfügung. So sollen etwa Dach und Kuppel, ein Mosaik im Innenraum sowie Fenster in „ursprüngliche[r] Pracht mit modernen Materialien“ wiederhergestellt werden.

## Die Synagoge heute

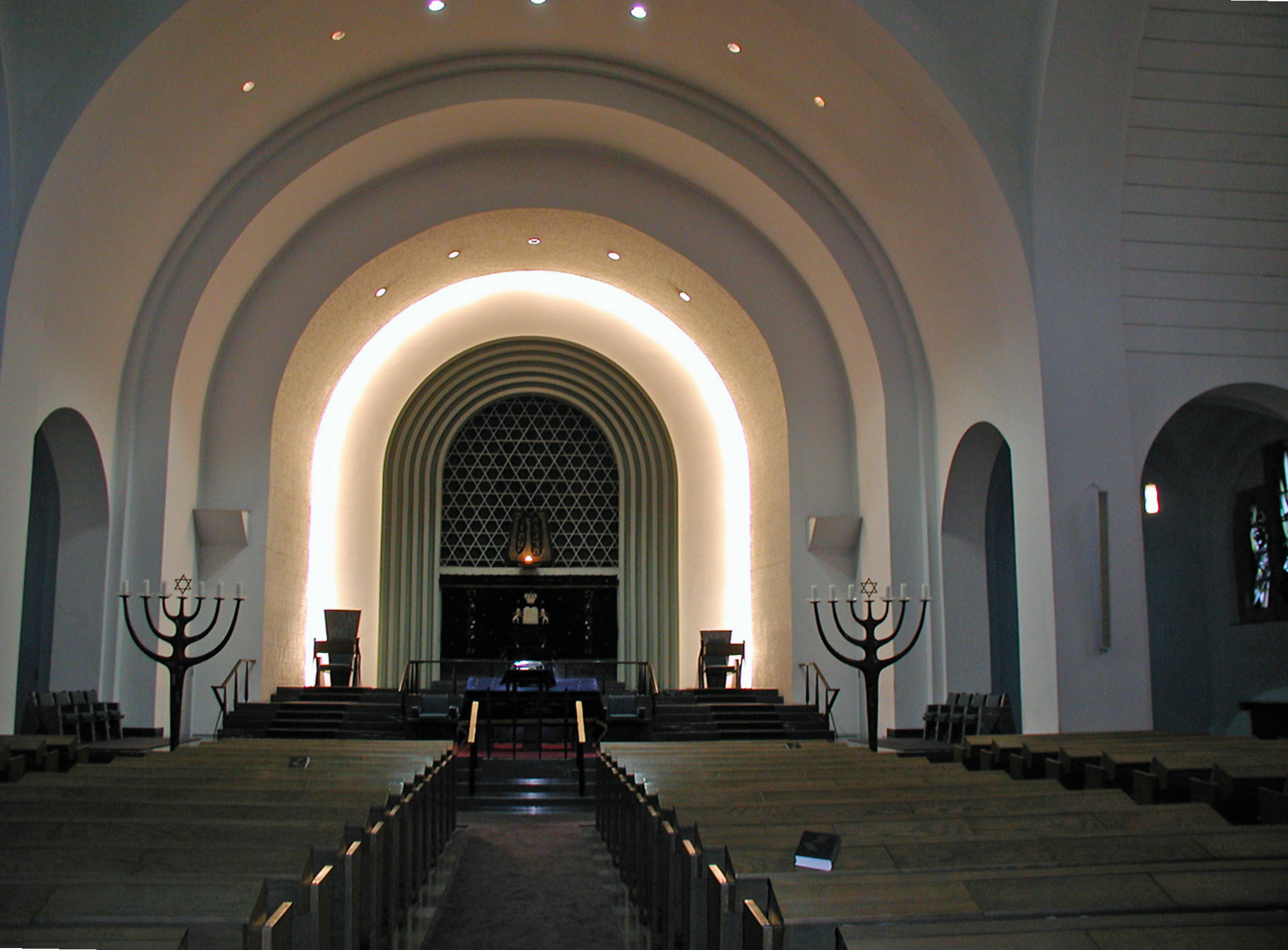
Blick auf den Toraschrein, die Bima und das Ner Tamid (2007)

Die Synagoge dient als Versammlungs- und Gotteshaus. Das Gebäude verfügt über ein koscheres Restaurant, eine Bibliothek, ein Museum, ein Jugendzentrum und einen Festsaal. Weitere soziale Einrichtungen wurden in das jüdische Wohlfahrtszentrum mit Alten- und Pflegeheim, das ehemalige Gebäude des „Israelitischen Asyls für Kranke und Altersschwache“ in der Ottostraße/Nußbaumerstraße im Stadtteil Neuehrenfeld, ausgelagert. Der Gebetsraum bietet Platz für 800 Männer- und 600 Frauensitze. In der Gedenkhalle erinnert eine Gedenktafel mit den Worten „Der du diese Halle betrittst – verweile in stillem Gedenken an die über Sechsmillionen unschuldig gemordeten Schwestern und Brüder“ an die Ermordung der Juden durch das NS-Regime (auch „Shoah“ genannt). An der Außenfassade im Mittelteil befindet sich über den drei Fensterbögen die Inschrift:

„Nicht durch Macht und nicht durch Stärke, sondern durch meinen Geist, spricht der Herr der Heerscharen.“

Die während der Novemberpogrome 1938 („Reichskristallnacht“) durch den katholischen Priester Gustav Meinertz gerettete Torarolle der Synagoge in der Glockengasse wurde bis 2007 in einer Vitrine im Eingangsbereich ausgestellt. Nach einer Restaurierung, deren Kosten in Höhe von 12.000 Euro das Erzbistum Köln übernahm, kann die 1902 gefertigte Tora nun wieder in der Liturgie benutzt werden.

## Gemeindeleben
In der Synagoge Roonstraße wurde bis zur Schoah der jüdisch-liberale Ritus (mit Orgel und Chor und Trennung zwischen Männern und Frauen) befolgt. Die Synagoge gehörte wie alle anderen Synagogen (bis auf die Austrittsgemeinde Adass Jeschurun unter der Leitung von Emanuel Carlebach) zur jüdischen Einheitsgemeinde. Heute wird hier der orthodoxe Ritus gepflegt. Die heutige Gemeinde bezeichnet sich aufgrund einer historischen Kontinuität seit dem Jahre 321 selbst als „älteste Jüdische Gemeinde nördlich der Alpen“.